# ثقب الشرج
ثقب الشرج هو ثقب في المنطقة المحيطة بفتحة الشرج عادة تكون في منطقة العجان.